# Oryctes hisamatsui
Oryctes hisamatsui är en skalbaggsart som beskrevs av Shinji Nagai 2002. Oryctes hisamatsui ingår i släktet Oryctes och familjen Dynastidae. Inga underarter finns listade i Catalogue of Life.